# Oberitalienisches Neunauge
Das Oberitalienische Neunauge (Lethenteron zanandreai), auch Oberitalienisches Bachneunauge genannt, ist eine Art aus der Familie der Neunaugen. Das Verbreitungsgebiet dieses Neunauges ist ein verhältnismäßig kleines Gebiet vom Südrand der Alpen bis zum Po. Es bewohnt ausschließlich die linken Zuflüsse des Pos.

## Merkmale und Lebensweise
Das Oberitalienische Neunauge weist die typische Gestalt von Neunaugen auf. Der Körper ist aalförmig. Ihm fehlen paarige Flossen, dagegen ist die Rückenflosse bei geschlechtsreifen Tieren durchgehend. Es verfügt über einen runden Saugmund und weist sieben Kiemenöffnungen hinter dem Auge auf. Das Oberitalienische Neunauge wird nicht größer als 19 Zentimeter und bleibt bleistiftdünn.
In seiner Lebensweise weist das Oberitalienische Neunauge sehr viel Gemeinsamkeiten mit dem Bachneunauge auf, obwohl dieses zu einer anderen Gattung gerechnet wird. Das Oberitalienische Neunauge galt sogar eine Zeit lang als eine Unterart dieser Neunaugenart. Anders als das Bachneunauge findet sich das Oberitalienische Neunauge überwiegend in Quellgewässern. Es handelt sich aber wie beim Bachneunauge um eine stationäre Süßwasserform, die anders als beispielsweise das Fluss- oder das Meerneunauge, nicht nach dem Larvenstadium ins Meer wandern. Im Larvenstadium ernähren sich die Oberitalienischen Neunaugen von Kleinorganismen, die sie aus dem Wasser herausfiltern. Oberitalienische Neunaugen nehmen nach der Umwandlung zum erwachsenen Tier keine Nahrung mehr auf. Während der Metamorphose wird bereits der Darm zurückgebildet.
Beim weiblichen Oberitalienischen Neunauge tritt gelegentlich Neotenie auf, d. h. die Querder sind laichreif, ohne eine Umwandlung zum adulten Neunauge durchlaufen zu haben.

## Schutz
Das Oberitalienische Neunauge wird von der Europäischen Union im Anhang II der FFH-Richtlinie geführt und gilt damit Art von gemeinschaftlichem Interesse, für deren Erhaltung von den Mitgliedsstaaten besondere Schutzgebiete ausgewiesen werden müssen.

## Belege